# Bácsborsód
Bácsborsód is een plaats (község) en gemeente in het Hongaarse comitaat Bács-Kiskun. Bácsborsód telt 1287 inwoners (2005).

## Geboren in Bacsborsod
- László Moholy-Nagy (1895-1946), beeldhouwer, schilder, fotograaf en ontwerper (Bauhaus)